# The Lady from Longacre
Pour plus de détails, voir Fiche technique et Distribution.
The Lady from Longacre est un film américain réalisé par George Marshall et sorti en 1921.

## Fiche technique
- Réalisation : George Marshall
- Scénario : Paul Schofield d'après un roman de Victor Bridges
- Photographie : Ben Kline
- Production : Fox Film Corporation
- Sociétés de distribution : Fox Film Corporation
- Format : Noir et blanc - 1,33:1 -  35 mm
- Date de sortie : 2 octobre 1921

## Distribution
- William Russell : Lord Anthony Conway
- Mary Thurman : Princesse Isabel / Molly Moncke
- Mathilde Brundage : Lady Jocelyn
- Robert Klein : Comte de Se
- Jean De Briac : Ex-King Pedro
- Francis Ford : Comte de Freitas
- William Brunton : Tiger Bugg
- Douglas Gerrard : Sir Henry
- Lillian Worth : Lady Laura
- Arthur Van Sickle : Spaulding
- Louis Dumar : Comte Cognasto